# Rudolf Müller
Rudolf Müller (Basilea, 24 giugno 1802 – Roma, 22 febbraio 1885) è stato un pittore svizzero.

## Biografia

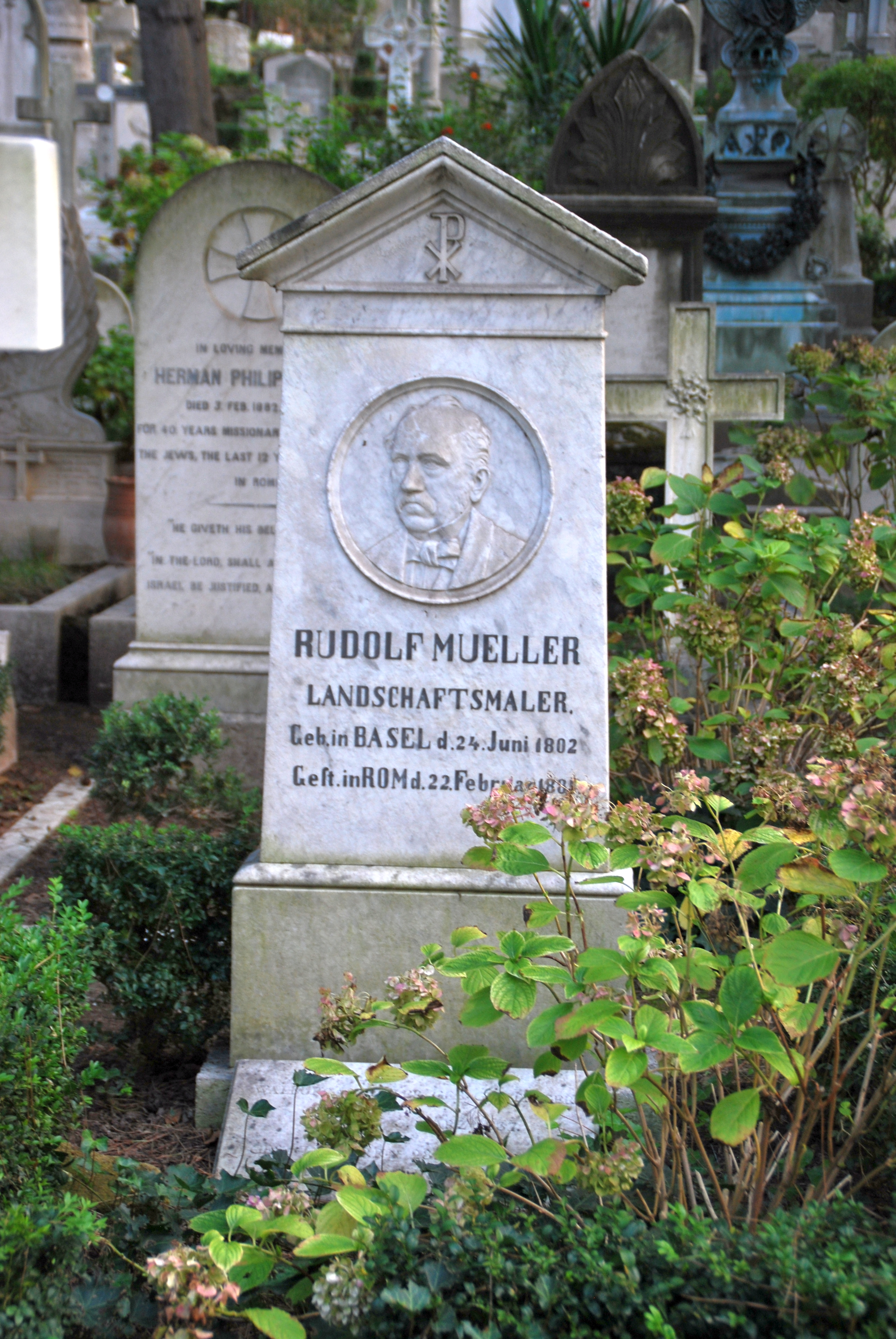
Tomba di Müller al Cimitero acattolico.

All'età di 15 anni Müller lasciò Basilea insieme al suo amico d'infanzia Friedrich Horner per guadagnare i soldi necessari per vivere e viaggiare, inizialmente lavorando sulle Alpi, principalmente per conto di viaggiatori inglesi. Nell'Oberland bernese incontrarono proprio una famiglia inglese che li incoraggiò mandandoli a Parigi per poter fare ulteriori studi. 
Come la maggior parte dei giovani pittori dell'epoca, Müller e Horner furono attratti dall'Italia. Nel 1822 si recarono a Napoli, dove lavorarono per 13 anni, tanto da ricevere la cittadinanza onoraria dal consiglio comunale. Dal 1838 in poi i due pittori vissero a Roma, dalla quale dovettero partire durante il periodo della Rivoluzione romana e della Restaurazione nel biennio 1848/9, a causa della mancanza di ordini e tornando così a Basilea. Dopo alcuni anni, però, Rudolf Müller tornò a Roma: qui nel 1864 sposò Waldburga Güttinger, di Zurigo, e qui continuò a risiedere fino alla sua morte, avvenuta il 22 febbraio 1885.
A Roma fu in rapporti amichevoli anche con altri artisti svizzeri, come il paesaggista Johann Jakob Frey e lo scultore Ferdinand Schlöth. La sua tomba si trova nel Cimitero acattolico a Roma.

## Lavoro

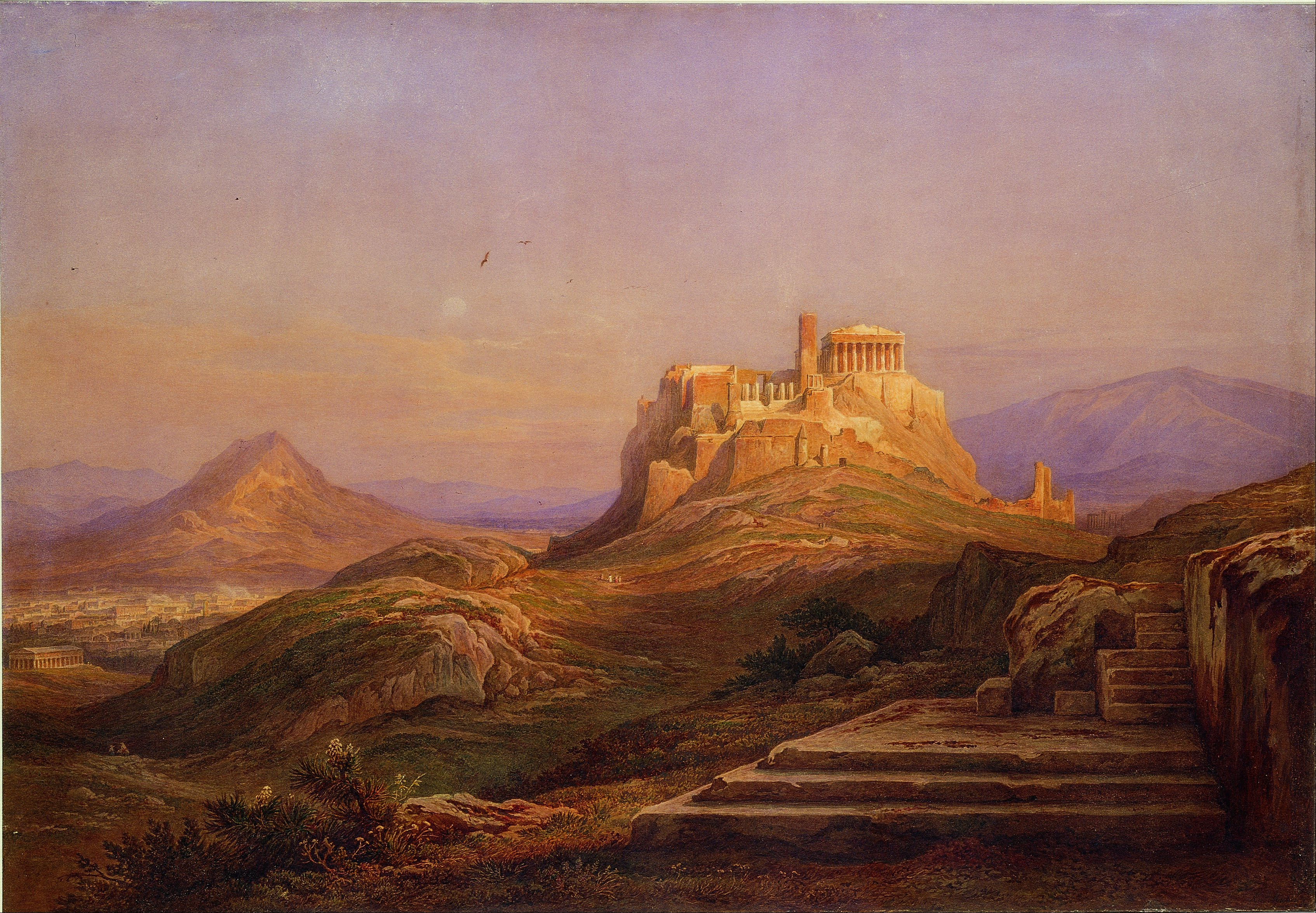
Veduta dell'Acropoli dalla Pnice, 1863

Rudolf Müller ha rappresentato soprattutto paesaggi e monumenti di Roma e della Campagna oltre che delle zone dei monti Albani e Sabini, di Napoli e dei luoghi pittoreschi e paesaggi costieri del Golfo di Napoli e della Costiera Amalfitana fino a Paestum. Fu uno dei primi svizzeri a viaggiare e ritrarre la Sicilia e la Grecia fino a Istanbul.
Le opere di Rudolf Müller trovarono principalmente acquirenti dall'Inghilterra e dalla Russia. Gli svizzeri, abbandonati a se stessi e non appartenenti a nessuna delle maggiori scuole di Roma, trovarono difficoltà a vendere i loro dipinti in vista della grande concorrenza, come si evince dalle poche lettere di Müller a Basilea Archivi di Stato e quelli di Jacob Burckhardt. Oltre a Roma e Napoli, Rudolf Müller vendette le sue opere anche alle mostre d'arte che all'epoca erano frequenti nelle capitali europee.
Gli acquerelli di Müller sono nella tradizione della pittura vedutista, in quanto mostrano sempre paesaggi e monumenti reali e chiaramente identificabili. L'aspetto artistico risiede nella capacità di Müller di idealizzare esteticamente i paesaggi reali, combinando ad esempio due diverse prospettive nella stessa immagine e così la vista, nonostante tutta la "fedeltà fattuale", appare esteticamente più bella e, in un certo senso, più efficace di realtà.
Per quanto riguarda la tecnica pittorica, gli acquerelli di Müller vanno oltre le vedute di altri contemporanei e sono da considerarsi dipinti di alto rango dell'epoca romantica: da un lato, la tecnica del colore sviluppata insieme a Horner gli ha permesso di esprimere il proprio, inconfondibile "mood" cromatico. D'altra parte, soprattutto nel suo ultimo lavoro, Müller utilizza una tecnica "puntinista" sempre più ariosa, che dimostra che Müller, in contrasto con i semplici vedutisti, ha vissuto il proprio sviluppo artistico.